# Archimedes (software)
Archimedes - "The Open CAD" - è un software CAD che viene sviluppato passo dopo passo da un gruppo di volontari con la collaborazione di architetti professionisti in modo da realizzare e mettere a disposizione tutti gli strumenti necessari a soddisfare le loro esigenze. L'obiettivo degli sviluppatori è quello di realizzare un programma migliore rispetto al software CAD più diffuso, AutoCAD, o di altri programmi simili, rendendo disponibile il tutto come software open source.

## Storia
Il progetto fu inizialmente pensato nel giugno 2005, ma lo sviluppo iniziò solo nel marzo 2006. La prima tappa del progetto fu quella di fornire un semplice strumento di disegno per architetti. Il vero punto di forza di Archimedes sta nel fatto che il suo sviluppo è incentrato sullo scambio reciproco di informazioni e ad uno scambio costante di informazioni tra gli sviluppatori e gli architetti, garantendo in questo modo che il progetto metta a disposizione uno strumento realmente adatto alle necessità degli stessi. Il linguaggio di sviluppo è Java utilizzando l'IDE Eclipse ed attualmente Archimedes è in grado di funzionare correttamente in ambiente Linux, Windows e Macintosh.
Archimedes è messo a disposizione come software libero e distribuito sotto licenza Eclipse Public License (EPL).

## Caratteristiche
L'ultima versione stabile di Archimedes è abbastanza vicina a quella che sarà diffusa come versione 1.0. Archimedes mette a disposizione alcune funzionalità interessanti e, anche se ancora in pieno sviluppo, allo stato attuale è in grado di mettere a disposizione:
- Strumenti di disegno basilari
- Salvataggio automatico
- Esportazione in formato SVG
- Importazione dai formati eXtensible Markup Language .XML e .Arc
- Alta stabilità
- Buona localizzazione italiana; disponibile anche in inglese e portoghese

Un punto cruciale ancora da sviluppare e che rappresentano una forte limitazione è la mancanza di una funzione che consenta l'esportazione verso altri formati CAD.

## Requisiti minimi
Requisiti hardware
- Configurazione minima
  - 25 MB di spazio libero nel disco fisso
  - 128 MB di spazio RAM libero (non utilizzato da altri programmi)
  - Pentium 2 233 MHz
  - Scheda video con 2 MB
- Configurazione raccomandata
  - 50 MB di spazio libero nel disco fisso
  - 256 MB di spazio RAM libero (non utilizzato da altri programmi)
  - Pentium 4 666 MHz
  - Scheda video con accelerazione 3D